# نورمان توماس دي جيوفاني
نورمان توماس دي جيوفاني (بالإنجليزية: Norman Thomas di Giovanni)‏ هو مترجم أمريكي، ولد في 1933 في نيوتن في الولايات المتحدة، وتوفي في 16 فبراير 2017.